# Herzogtum Mirandola

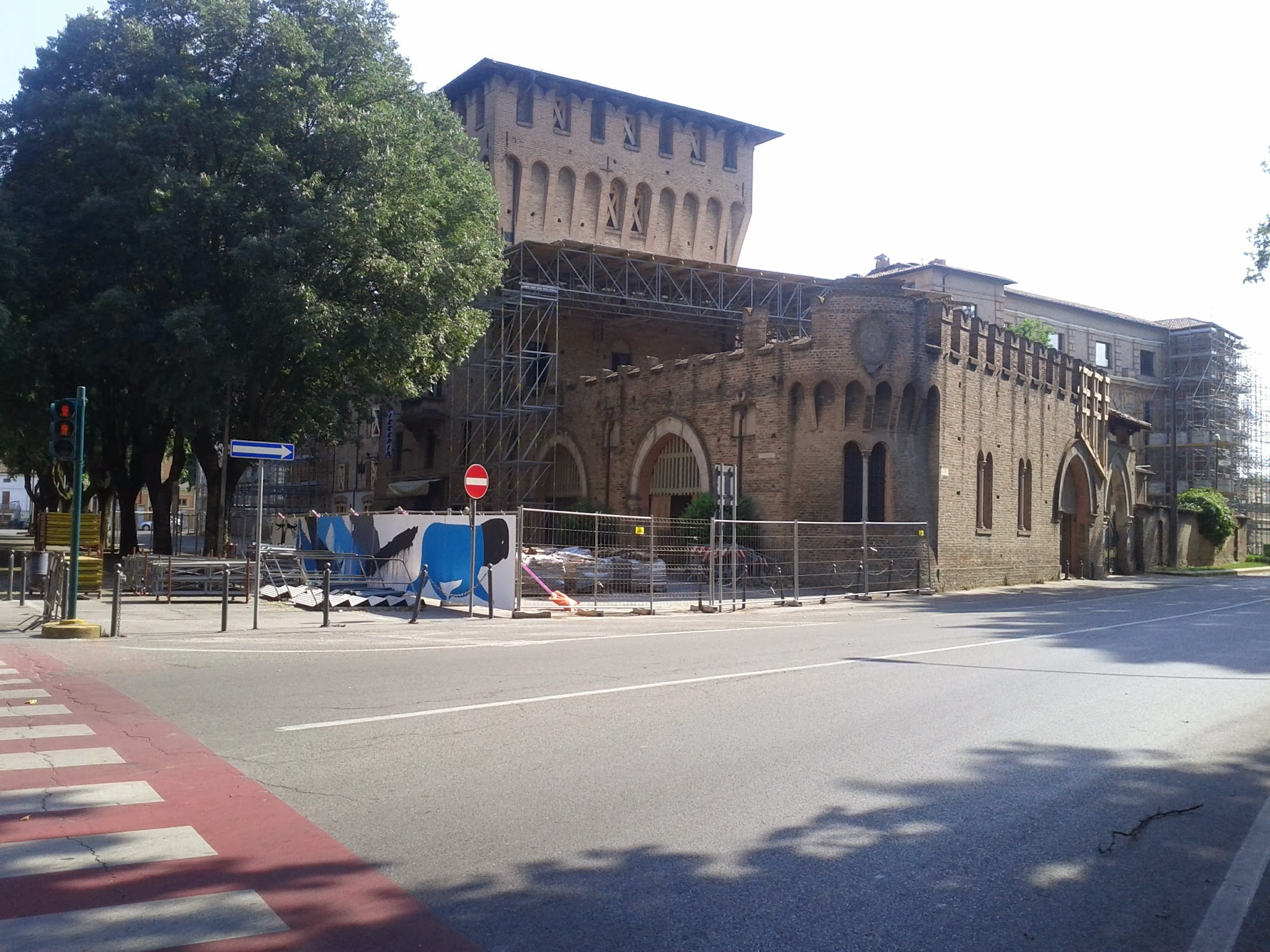
Castello dei Pico in Mirandola

Die Herrschaft Mirandola und später das Herzogtum Mirandola mit der Hauptstadt Mirandola in der späteren italienischen Provinz Modena waren im Besitz der Familie Pico. Die Erhebung zum Herzogtum erfolgt im Jahr 1619. Ein Jahrhundert später verkaufte der letzte Herzog das Land an die Este.

## Herren von Mirandola

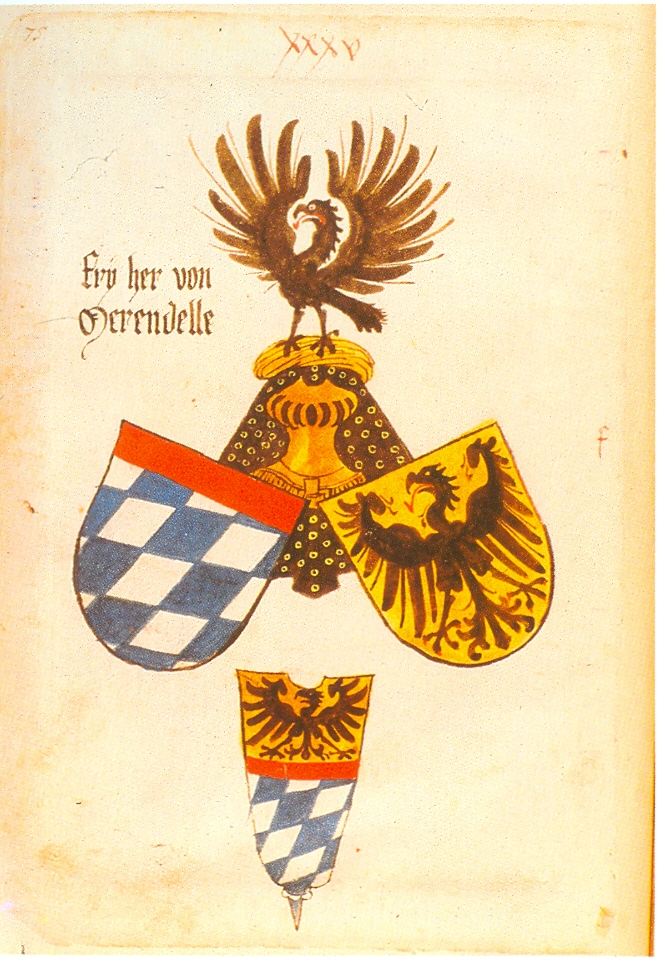
Wappen der Herren von Mirandola (im Ingeram-Codex)

- Gianfrancesco Pico, Herr von Mirandola und Concordia um 1415–1467
- Galeotto I. Pico, † 1499, dessen Sohn, Herr von Mirandola (Bruder von Giovanni Pico della Mirandola)
- Ludovico I. Pico, Herr von Mirandola bis 1503, dessen Sohn
- Gianfrancesco Pico, † 1533, dessen Bruder, 1503 Herr von Mirandola
- Galeotto II. Pico, † 1550, Sohn von Ludovico, 1533 Herr von Mirandola
- Ludovico II. Pico, † 1568, dessen Sohn, Herr von Mirandola, Graf von Concordia
- Federico Pico, † 1602, dessen Sohn, Fürst zu Mirandola, 1596 Markgraf von Concordia
- Galeotto III. Pico, Malteser-Ritter

## Herzöge von Mirandola
- Alessandro I. Pico, † 1637, Bruder Federicos, 1619 Herzog von Mirandola
- Galeotto IV. Pico (1603–1637), dessen Sohn
- Alessandro II. Pico (1631–1691), dessen Sohn, Herzog von Mirandola und Concordia
- Francesco Pico (1661–1689), dessen Sohn
- Francesco Maria Pico (1688–1747), Herzog zu Mirandola und Concordia bis 1711

Das Herzogtum Mirandola wird an Rinaldo d’Este verkauft und teilt ab nun das Schicksal des Herzogtums Modena.